# 显苞过路黄
显苞过路黄（学名：Lysimachia rubiginosa）为报春花科珍珠菜属的植物。分布于中国大陆的湖南、湖北、浙江、云南、四川、广西、贵州等地，生长于海拔1,000米至4,500米的地区，见于山谷溪旁或林下阴湿处，目前尚未由人工引种栽培。